# Istmo de Ierápetra

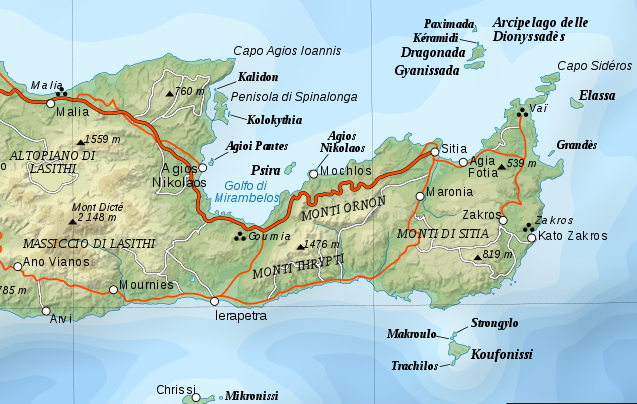
O istmo de Ierapetra.

O istmo de Ierápetra (em grego: Ισθμός της Ιεράπετρας), é um istmo com cerca de 12 km de extensão, e que constitui a parte mais estreita da ilha de Creta, ligando as costas setentrional e meridional da ilha.